# PORIN
PORIN（ぽりん、本名：土志田 美帆（どしだ みほ）、1990年10月2日 - ）は、日本の歌手であり、Awesome City Clubのボーカル、シンセサイザー担当。
Piiの名前でソロ活動もしている。土志田美帆、どしだみほ、土志田ミポリ、庭園子、NYLONという名前で活動していたこともある。

## 来歴・人物
- 神奈川県横浜市青葉区出身[1]。実家は祖父が創業した造園業で、父が継いでいる[3]。
- 横浜市立市ヶ尾小学校出身[1]。物心がつく前からピアノを習っていた[1]。
- 中学受験をし、中高大一貫校である日本女子大学附属中学校・高等学校、日本女子大学家政学部被服学科で学ぶ[3][4][5]。
- 中学生の頃は陸上部で短距離をやりつつ、部の仲間と趣味でバンドを始めた[1][5]。高校でも陸上部に所属し、県大会に出場した。
- 高校生の頃はサイゼリヤ 江田駅東店でアルバイトをしていた[1][6]。
- 元TBSアナウンサーの笹川友里は同級生であり、その縁でラジオにも出演したことがある[7]。
- 大学在学中の19歳の頃からシンガーソングライターとして路上でギター弾き語り[4]や、ライブハウスで活動を行っていた[1][8]。
- 横浜市青葉区あざみ野のレストラン「丘公園」で看板娘としても働いていたり[9]、渋谷のホテルでDJをやっていた[3]。Piiの「カキツバタ」の歌詞はこの実体験からである。
- 2009年春からA-Lightに所属し、女優として活動を開始[10][11]。2011年8月末で退所。
- 2011年11月、バンド「fewton」を結成。土志田美帆の名前でボーカルを担当[12]。2012年12月解散[13]。
- 2013年9月、Awesome City Clubの「Children」のMVに出演[14]。以降、サポートメンバーとして所属。

- 2013年10月、DJユニット「ぴんとしてシャン」として活動開始[15]。
- 2014年4月、Awesome City Clubの「4月のマーチ」でボーカルを担当し正式加入[16]。加入当時はNYLONと名乗っていた[17]。2014年10月にPORINに改名[18]。PORINの名前は本名に由来する「ミポリン」のニックネームから[2]。
- 2016年 ソロの弾き語り活動を活発化させ、同年12月には自主企画「porinroom」を開催した。
- 2017年頃からは、音楽以外での活動をすることも増え、番組などのメディア出演やファッション誌でモデルとして活動もしている[8]。ファッション全般へのこだわりが深く、ファンクラブ「Awesome VIP Club」のWEB連載ではファッションブランドのレコメンド企画を行っている。
- 2018年、自身がディレクターを務めるファッションブランド「ヤーデン（yarden）」を立ち上げる[19]。同ブランドでのコラボ企画「yarden+」では、雨のパレード[20]、CHAIのユウキ[21]、セントチヒロ・チッチ（当時BiSH）[22]とのコラボレーションを実施した[23]。
- 2022年11月、Piiの初ライブで2021年からPii名義で活動していることを公表[24]。

## ディスコグラフィ

### どしだみほ名義
- 「通り雨」
  - コンピレーション・アルバム『鉄コンピ　金の卵編』（品番：SRCD-007、2012年7月12日発売）に収録。

### 土志田ミポリ名義
- 「Moments」
  - アナログフィッシュ『最近のぼくら』（品番：PECF-1106、2014年10月8日発売）にゲストボーカルとして参加[25][26]。

### PORIN名義
ゲスト参加
- 「So kakkoii 宇宙」
  - 2019年11月13日に発売された小沢健二のオリジナル・アルバムにコーラスで参加[27]。
- 「BETTY BLUE」
  - 2021年7月30日から配信されたGLAYのデジタルシングルにゲストボーカルとして参加[28][29]。アルバム「FREEDOM ONLY」にも収録。

楽曲提供
- adieu「背中」（作詞[30]）

## 出演
グループでの出演は当該項目参照。

### テレビバラエティ
- 全力坂（2010年8月6日[31][9]・11日[32][33]、テレビ朝日）
- 中居正広の金曜日のスマたちへ（2010年8月27日。TBSテレビ） - 再現ビデオに出演[34]
- 恋愛ミルフィーユ〜世代別愛と憎しみの女のホンネ進化論〜（2010年、日本テレビ）[11]
- ドーナツトーク（2022年4月3日 - 、CBCテレビ） -  レギュラー[35]
- 踊る!さんま御殿!!（2024年6月11日、日本テレビ）

### CM
- ガスト「チーズインハンバーグ1000万食突破記念キャンペーン公式サイト」(2010年2月) - バーチャルガストの店員 役[36][37]
- 株式会社マースエンジニアリング CM『考えるDr.マース編』[11]

### ウェブテレビ
- FODオリジナルのショートフィルム番組『さいはてれび』の一編「Melody」 - 主役・メロディー

### 映画
- 自主製作短篇映画『opus.01』（2013年） - 劇中歌に庭園子名義で出演
- 花束みたいな恋をした（2021年1月29日公開、東京テアトル/リトルモア） - 土志田美帆 役